# El duelo (canción)
«El Duelo» compuesta por Andrés Bobe, Beto Cuevas y Luciano Rojas, es una canción de la banda chilena La Ley fue lanzado como primer sencillo del álbum Invisible en 1995.

## Video musical
El video fue lanzado como el primer sencillo en 1995 y fue dirigido por Cristián Galaz, el video fue resubido el 31 de mayo de 2008.

## Presentaciones en vivo
La canción fue presentada en Teletón Chile 2014.

## Legado
La canción fue colocada el puesto n°95 en la radio Rock & Pop 20 Años 200 Canciones.

## Posicionamiento en listas

### Versión MTV Unplugged
| Lista (2001-2002)                            | Mejor posición |
| -------------------------------------------- | -------------- |
| Guatemala (Notimex)                          | 4              |
| Estados Unidos (Billboard Hot Latin Tracks)  | 30             |
| Estados Unidos (Billboard Latin Pop Airplay) | 17             |